# Рудольф Вострак
Рудольф Вострак (нім. Rudolf Wostrak) — австрійський футболіст, що грав на позиції півзахисника. Відомий виступами у складі клубу «Адміра». Дворазовий чемпіон Австрії, володар кубка Австрії.

## Клубна кар'єра
У складі клубу «Адміра» (Відень) почав грати у сезоні 1924–1925. Протягом трьох сезонів був основним гравцем клубу, складаючи тріо півзахисників спільно з Карлом Шоттом і Антоном Кохом. 
У 1927 році з командою здобув перший в історії клубу титул чемпіона Австрії. Несподіваним конкурентом «Адміри» в боротьбі за титул став клуб «Брігіттенауер». Перед останнім туром «Адміра» мала перевагу в одне очко, але суперникам випало грати між собою. Клуб упевнено переміг з рахунком 5:0 і здобув свій перший чемпіонський трофей. На рахунку Вострака 21 матч у тому сезоні. Влітку зіграв у обох чвертьфінальних матчах новоствореного кубка Мітропи, у яких австрійський клуб зустрічався з чехословацькою «Спартою». У першому матчі «Спарта» перемогла з рахунком 5:1, але в матчі-відповіді на 60-й хвилині уже «Адміра» перемагала 5:1. Втім, команді не вдалося розвинути чи хоча б втримати цей результат і наприкінці матчу чеські гравці зуміли забити два голи і пройти в наступний раунд.
Наступного сезону «Адміра» знову перемогла в чемпіонаті, випередивши на три очки «Рапід». Вострак уже не був гравцем основи, зігравши у національній першості чотири матчі. Також клуб здобув кубок Австрії. Рудольф був учасником чвертьфінального матчу проти команди «Брігіттенауер», що завершився перемогою з рахунком 4:2. У інших матчах не грав.
Загалом грав у складі «Адміри» з 1924 по 1928 рік зіграв у національній першості 68 матчів, у кубку Австрії 11 матчів, у кубку Мітропи — 2 матчі.

## Досягнення
- Чемпіон Австрії (2): 1927, 1928
- Володар кубка Австрії (1): 1928

## Статистика

### Статистика клубних виступів
| Клуб              | Сезон | Чемпіонат | Чемпіонат | Кубок | Кубок | Кубок Мітропи | Кубок Мітропи | Всього | Всього |
| Клуб              | Сезон | Матчі     | Голи      | Матчі | Голи  | Матчі         | Голи          | Матчі  | Голи   |
| ----------------- | ----- | --------- | --------- | ----- | ----- | ------------- | ------------- | ------ | ------ |
| «Адміра» (Відень) |       |           |           |       |       |               |               |        |        |
| 1924–1925         | 19    | 0         | 2         | 0     | -     | -             | 21            | 0      |        |
| 1925–1926         | 24    | 0         | 3         | 0     | -     | -             | 27            | 0      |        |
| 1926–1927         | 21    | 0         | 5         | 0     | -     | -             | 26            | 0      |        |
| 1927–1928         | 4     | 0         | 1         | 0     | 2     | 0             | 7             | 0      |        |
| Всього            | 68    | 0         | 11        | 0     | 2     | 0             | 81            | 0      |        |

### Статистика виступів у кубку Мітропи
| №                      | Розіграш               | Стадія                 | Дата та місце проведення | Команда 1              | Рахунок | Команда 2       | Голи |
| ---------------------- | ---------------------- | ---------------------- | ------------------------ | ---------------------- | ------- | --------------- | ---- |
| 1                      | 1927                   | 1/4                    | 14.08.1927 Прага         | Спарта (Прага)         | 5:1     | Адміра (Відень) |      |
| 2                      | 1927                   | 1/4                    | 21.08.1927 Відень        | Адміра (Відень)        | 5:3     | Спарта (Прага)  |      |
| Всього у кубку Мітропи | Всього у кубку Мітропи | Всього у кубку Мітропи | Всього у кубку Мітропи   | Всього у кубку Мітропи | 2       |                 | 0    |